# Culver Dart
Le Culver Dart est un avion léger monoplan biplace américain, conçu au début des années 1930 par la Dart Aircraft Company (plus tard devenue la Culver Aircraft Company (en)).

## Conception et développement
Au début des années 1930, le concepteur aéronautique Albert « Al » Mooney (en) travaillait pour la Lambert Aircraft Corporation (en), constructeur des avions de la série des Monocoupe. Il conçut un petit monoplan biplace, le Monosport G. Quand la compagnie dut faire face à des difficultés financières, Mooney acheta les droits de son concpet, puis avec K. K. Culver fonda la Dart Aircraft Company. L'avion fut renommé « Dart Dart » ou « Dart Model G »
L'appareil était un monoplan à aile basse conçu pour être léger et ayant des lignes épurées, afin de pouvoir être utilisé avec des moteurs de faible puissance. Il disposait d'un train d'atterrissage fixe à roulette de queue. La version initiale fut désignée « Dart G » et était propulsée par un moteur en étoile Lambert R-266 de 90 ch (67 kW). Ce moteur n'était pas disponible en grandes quantités et l'avion fut ensuite équipé d'un Ken-Royce (en) et désigné « Dart GK ». La version finale fut le « Dart GW », propulsé par un Warner Scarab Junior (en). Deux exemplaires spéciaux furent construits avec des moteurs plus gros. En 1939, la compagnie fut renommée « Culver Aircraft Company » et l'avion prit le nom de « Culver Dart ».

## Versions

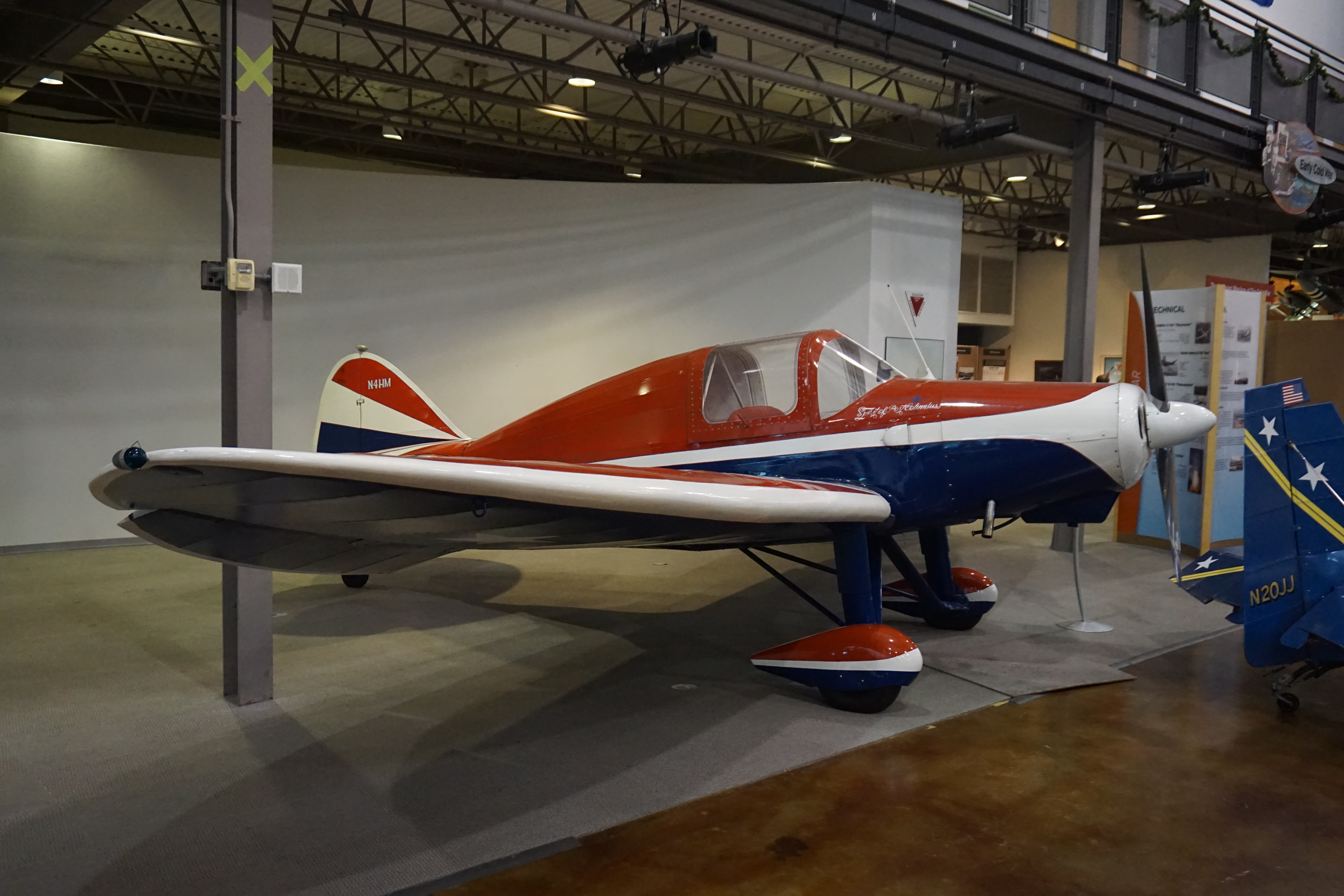
Dart GC au ', à Dallas dans le Texas.

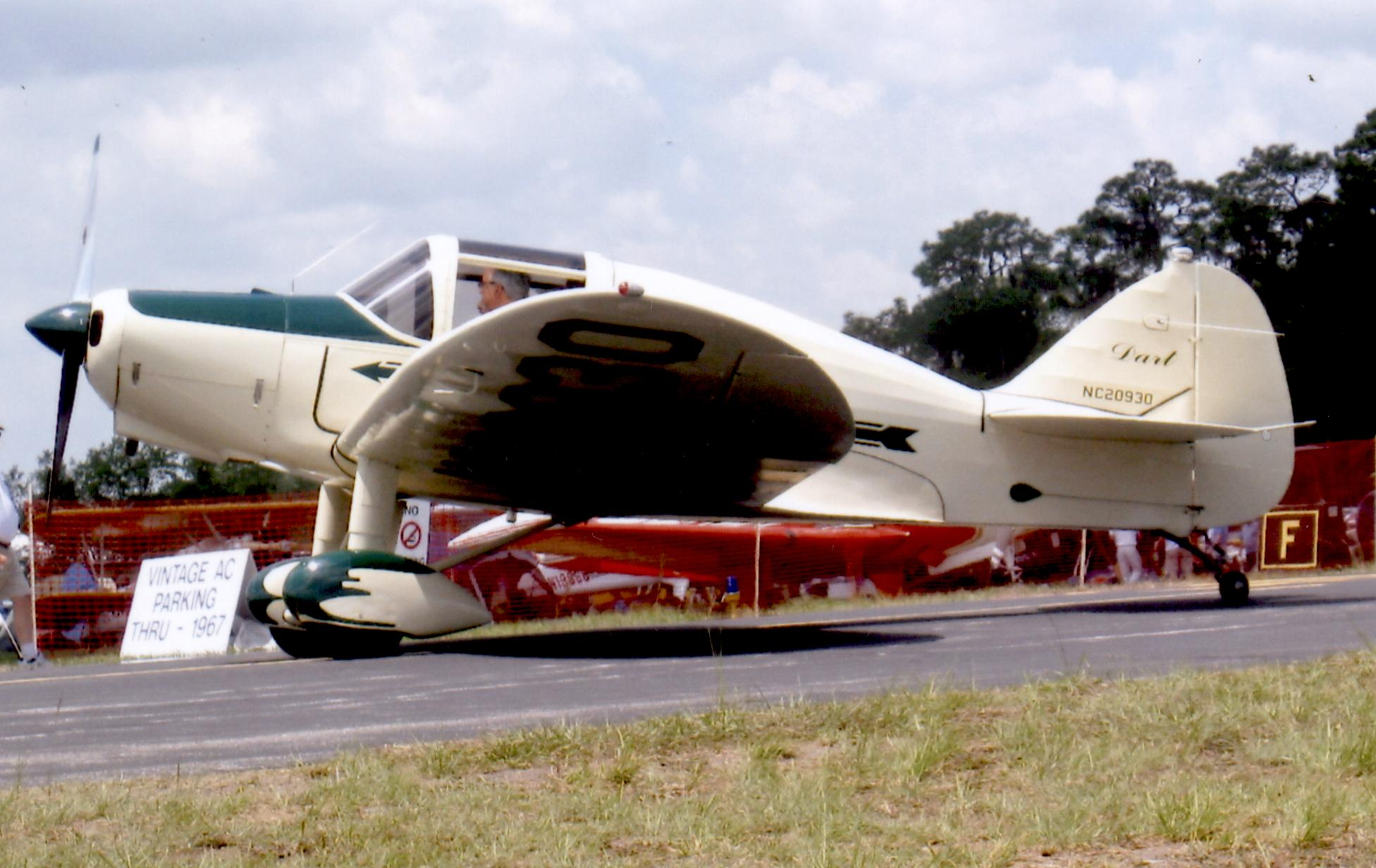
Un Dart GW de 1939 à Lakeland, en Floride, en avril 2009.

- Dart G : Version de production initiale, propulsée par un moteur en étoile Lambert R-266 de 90 ch (67 kW), produite à environ 50 exemplaires ;
- Dart GC : Version équipée d'un Continental O-200 de 125 ch (93 kW), produite à 10 exemplaires ;
- Dart GK : Version équipée d'un Ken-Royce 5G de 90 ch, produite à 25 exemplaires ;
- Dart GW : Version de production finale, propulsée par un Warner Scarab Junior de 90 ch, produite à huit exemplaires ;
- Dart GW Special : Désignation de deux exemplaires équipés de moteurs Warner Scarab plus gros : un avec un Scarab de 125 ch, l'autre avec un Super Scarab SS-50A de 145 ch (108 kW) ;
- X-F 220 Super Dart : Version expérimentale modifiée, recevant un Continental R-670 de 220 ch (160 kW), une réduction d'envergure de 2,44 mètres et ayant une vitesse de croisière de 303 km/h. Il a été utilisé par Rodney Jocelyn pour des compétitions nationales de voltige aérienne[4].

## Spécifications techniques (Dart GW)
Données de Airlife's World Aircraft, p. 170.
Caractéristiques générales
- Équipage : 1 pilote
- Capacité : 1 passager
- Envergure : 8,99 m
- Hauteur : 1,85 m
- Surface alaire : 16,35 m2
- Masse à vide : 426 kg
- Masse maximale au décollage : 699 kg
- Moteur : 1   moteur quatre temps à 5 cylindres en étoile refroidis par air Warner Scarab Junior (en) de 90 ch (67 kW)
- Hélices : bipale

 Performances 
- Vitesse maximale : 211 km/h
- Distance franchissable : 979 km
- Plafond : 4 875 m
- Charge alaire : 26,05 kg/m2
- Rapport poids-puissance : 4,73 kg/ch